# Gisela de Lluçá
Gisela de Lluçà (m. 1079), foi condessa consorte de Barcelona de 1027 a 1035, e condessa de Osona, de 1035 a 1054.

## Biografia
Em 1027 casou-se com o Conde de Barcelona Berengário Raimundo, já viúvo, convertendo-se na sua segunda esposa. Do matrimónio nasceu o infante Guilherme.
À morte do pai, Guilherme herdou o Condado de Osona, que se separou desta forma dos domínios da linha principal da Casa de Barcelona. Como era menor de idade (à morte do pai tinha sete anos) a mãe tomou a regência do condado. Há outras fontes que sugerem, porém, que mãe e filho governaram em conjunto . Porém em 1054, Gisela torna a casar, desta vez com o  visconde Udalardo II de Barcelona, que a fará renunciar ao condado. Desta forma, também Guilherme renuncia em favor do irmão, que reúne Osona aos domínios familiares. 